# Maglenik Heights
Die Maglenik Heights (englisch; bulgarisch Мъгленишки възвишения Maglenischki waswischenija) sind ein in nord-südlicher Ausdehnung 26 km langes, 20 km breites und im Mount Gozur bis zu 2980 m hohes Gebirge im westantarktischen Ellsworthland. Im nordzentralen Teil der Sentinel Range im Ellsworthgebirge wird es nach Süden und Westen durch den Ellen-Gletscher, nach Norden durch den Kopsis-Gletscher und nach Osten durch den Rutford-Eisstrom sowie den Arapja-Gletscher begrenzt. Das Panicheri Gap verbindet es nach Nordwesten mit den Bangey Heights, das Dropla Gap nach Osten mit dem Barnes Ridge.
US-amerikanische Wissenschaftler kartierten das Gebirge 1988. Die bulgarische Kommission für Antarktische Geographische Namen benannte es 2011 nach einem Gebirgskamm im Süden Bulgariens.